# One×One
『One×One』（ワン・バイ・ワン）は、CHEMISTRYの3枚目のアルバム。2004年2月18日発売。

## 解説
アルバム・タイトル「One×One」は「1 × 1が1以上になる」という想いが込められている。初のセルフプロデュース。初回限定盤は「スリーブパッケージ＋36p Special Photo Booklet」仕様。初盤はCCCDが採用されたが2005年CD-DAで再発。スーパーオーディオCDでも発売された。

## 収録曲
1. Intro-lude（inst.）
  - 作曲・編曲：Juve・藤本和則
2. Us
  - 作詞：関陽子／作曲：松浦晃久／編曲：河野伸

8thシングルの2曲目
3. YOUR NAME NEVER GONE
  - 作詞：麻生哲朗／作曲：SPANOVA／編曲：森俊之

9thシングルの1曲目
4. my Rivets
  - 作詞：RYOJI／作曲：ハマモトヒロユキ／編曲：鷺巣詩郎
5. This age
  - 作詞：佐々木圭一／作曲：斎藤有太／編曲：森俊之

デモ音源の段階では、ピアノ一本のバラードだったが、
アルバム全体を意識して直球R&Bにアレンジを直した。
6. Bound for Identity 〜dear friend〜
  - 作詞：浅田信一／作曲：SPANOVA／編曲：森俊之

JR東日本CMソング
7. 〜Street Sounds of Naples, Italy〜（inst.）
イタリアのナポリでアルバム・ジャケット撮影時の雑踏を録音。
8. meaning of tears
  - 作詞：川畑要／作曲：斎藤有太／編曲：森俊之

川畑の作詞。当初はどうしても失恋の内容にまとまり、
制作に苦労したという。
9. Ordinary hero
  - 作詞：河合忠／作曲：佐藤泰司／編曲：小松秀行

ダイハツ「ムーヴカスタム」CMソング
10. Now or Never - CHEMISTRY meets m-flo
  - 作詞：m-flo・CHEMISTRY／作曲・編曲：m-flo

9thシングルの2曲目
11. So in Vain
  - 作詞：Juve／作曲：為岡そのみ／編曲：Tosh Masuda

10thシングル
12. 赤い雲 白い星
  - 作詞：YO-KING／作曲：Lori Fine／編曲：藤本和則・田中義人

このサンバ・ラテン調の洒落た曲は、YO-KINGが作詞したもの。この楽曲は2人にとっては、ライブ意識した楽曲という目的を踏まえた上で、デモを選ぶ段階のなかでたどり着いた楽曲だという。
13. 〜Interlude〜（inst.）
  - 作曲・編曲：河野伸
14. アシタヘカエル
  - 作詞：麻生哲朗／作曲：ハマモトヒロユキ／編曲：河野伸

8thシングルの1曲目
15. いとしい人
  - 作詞：堂珍嘉邦／作曲・編曲：SPANOVA

堂珍作詞。堂珍曰く「デュオならではの“ヴォーカルのやりとり”を出したかった」。後にシングルカットされ「mirage in blue／いとしい人(Single Ver.)」にアレンジの異なるバージョンが収録。

## 演奏

### Intro-lude
- Acoustic Piano：Juve

### Us
- Drums：青山純
- Bass：伊藤広規
- Electric Guitar：石成正人
- Acoustic Piano：中西康晴
- Flugelhorn：佐々木史郎
- Flute：山本拓夫
- Percussions：三沢またろう
- Backing Vocals：Yukie.
- Programming, Fender Rhodes & Wurlitzer：河野伸

### YOUR NAME NEVER GONE
- All Keyboards, Programming, Fender Rhodes, Pro Tools Editing, Strings Arrangement：森俊之
- Gut Guitar：古川昌義
- Strings：後藤勇一郎ストリングス

### my Rivets
- Drums & Keyboards Programming：鷺巣詩郎
- Acoustic Piano Adlib Solos：島健
- Strings Section：Royal Mirrorball Orchestra
- Concert Master：落合徹也
- Orchestral Arrangement：鷺巣詩郎
- Walky Talky：川畑要・堂珍嘉邦

### This age
- Beats & Programming：Poogie Bell
- Keyboards & Programming：Bruce Flowers
- Guitars：Dean Brown

### Bound for Identity～dear friend～
- All Keyboards, Programming, MINI Moog, Clavinet, Clavinet Solo & Pro Tools Editing：森俊之
- Bass：沖山優司

### meaning of tears
- All Keyboards, Programming, Pro Tools Editing, Strings Arrangement：森俊之
- Acoustic Guitar：古川昌義
- Strings:後藤勇一郎ストリングス

### Ordinary hero
- Bass & Programmin：小松秀行
- Drums：KO-HEY（Skoop On Somebody）
- Electric Guitar Backing & Solos（1st,3rd）：林部直樹
- Electric Guitar Solos（2nd,3rd）：佐藤泰司（THEATRE BROOK）
- Fender Rhodes & Acoustic Piano：草間信一
- Strings：CHICA Strings

### Now or Never
- Keyboards & Additional Programming：中野定博
- Sampled Guitar：石成正人
- Chorus：今井大介

### So in Vain
- Programming：益田トッシュ
- Keyboards：中島伸行
- Guitars：石成正人

### 赤い雲 白い星
- Guitar：田中義人
- Programming：藤本和則

### アシタヘカエル
- Acoustic Guitar：石成正人
- Abstract Guitars：保刈久明
- Strings：金原千恵子ストリングス
- Human Voices：新居昭乃
- Celler Percussion：Juve
- Programming, Fender Rhodes & Wurlitzer：河野伸

### いとしい人
- Keyboards, Programming ＆ Sampling：田崎憲（SPANOVA）
- Acoustic Guitar, Electric Guitar, Bass, Sampling ＆ Programming：田崎晋（SPANOVA）
- Whistle：川畑要